# دلیبریه
دلیبریه (هلندی: De Librije؛ ‏تلفظ هلندی: [də lɪˈbrɛi̯ə]) رستورانی در شهر زووله هلند است که از سال ۱۹۹۳ تا ۱۹۹۸ یک ستاره میشلن، از سال ۱۹۹۹ تا ۲۰۰۳، دو ستارهٔ میشلن و از سال ۲۰۰۴ سه ستارهٔ میشلن دارد. این رستوران در سال‌های ۲۰۰۷ و ۲۰۰۸ در نسخهٔ هلندی گو میو امتیاز عالی ۱۹٫۵ (از ۲۰) را دریافت داشت و به عنوان «رستوران برتر سال هلند» انتخاب شد. این رستوران پیش‌تر در کتابخانه قدیمی یک دِیر دومینیکن‌ها قرار داشت اما از سال ۲۰۱۵ به ساختمان کنونی‌اش نقل مکان کرد.